# Baptistère

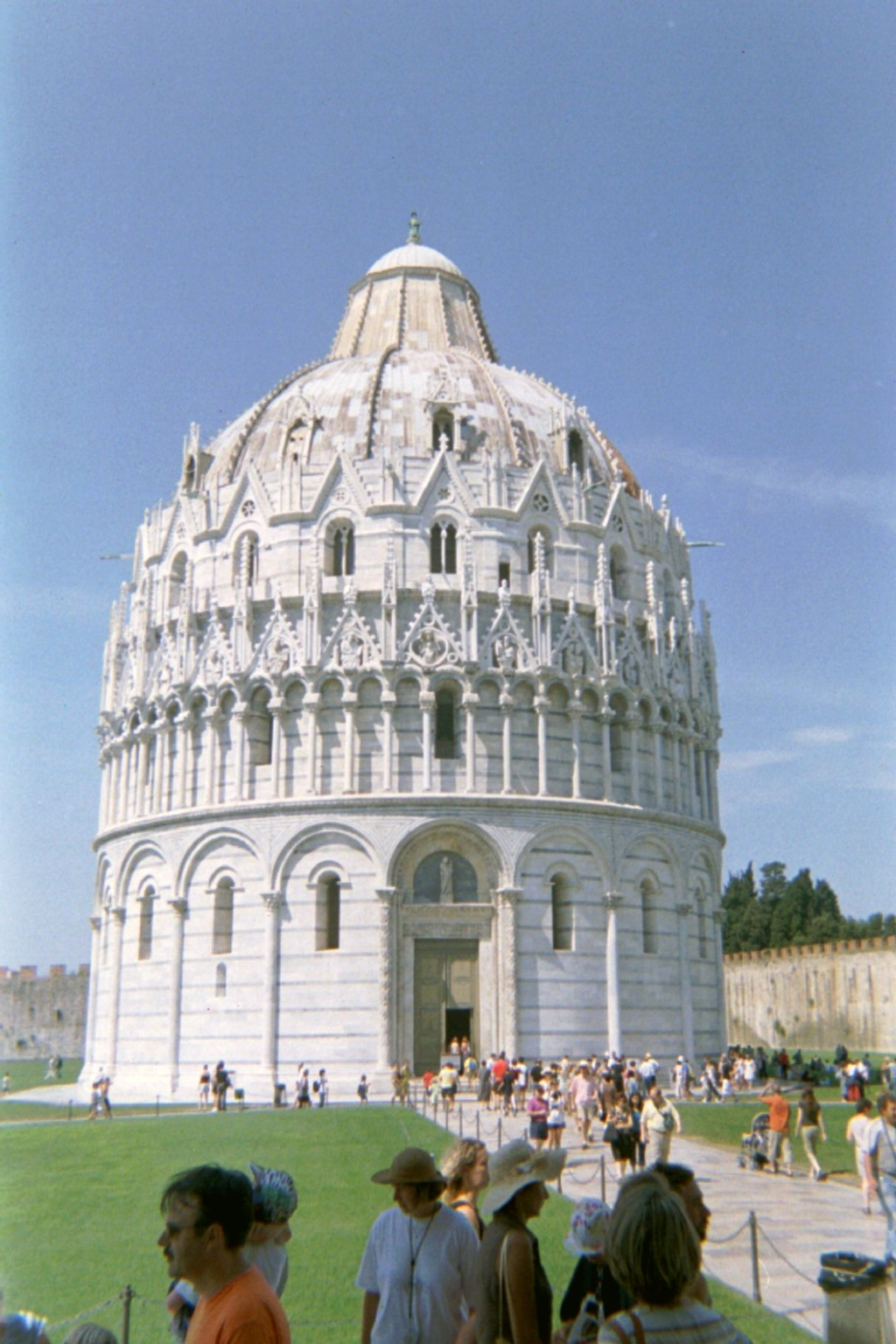
Le baptistère de la Piazza Del Duomo de Pise.

Dans l'architecture chrétienne, un baptistère (en latin baptisterium « piscine », « bassin pour les bains froids », du grec βαπτίζω / baptízô, « immerger, plonger ») est un bâtiment — le plus souvent isolé et de plan centré — spécifiquement destiné à pratiquer le baptême chez les chrétiens. Comportant une piscine baptismale, creusée à même le sol pour les premiers chrétiens qui pratiquent le baptême par immersion, ou une cuve baptismale non enterrée à partir du VIIIe siècle quand l'administration du baptême n'est plus le seul privilège de l'évêque (ces fonts baptismaux ayant parfois disparu), il est au contact ou très proche d'une église ou le plus souvent d'une cathédrale au sein d'un groupe cathédral. Ces édifices sont souvent, comme les fonts baptismaux qu'ils abritaient, de formes ronde ou polygonale.

## Histoire

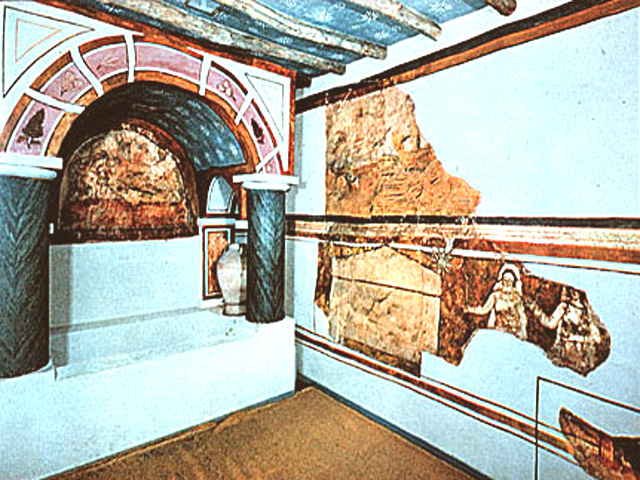
Baptistère de la Domus ecclesiae de Doura Europos.

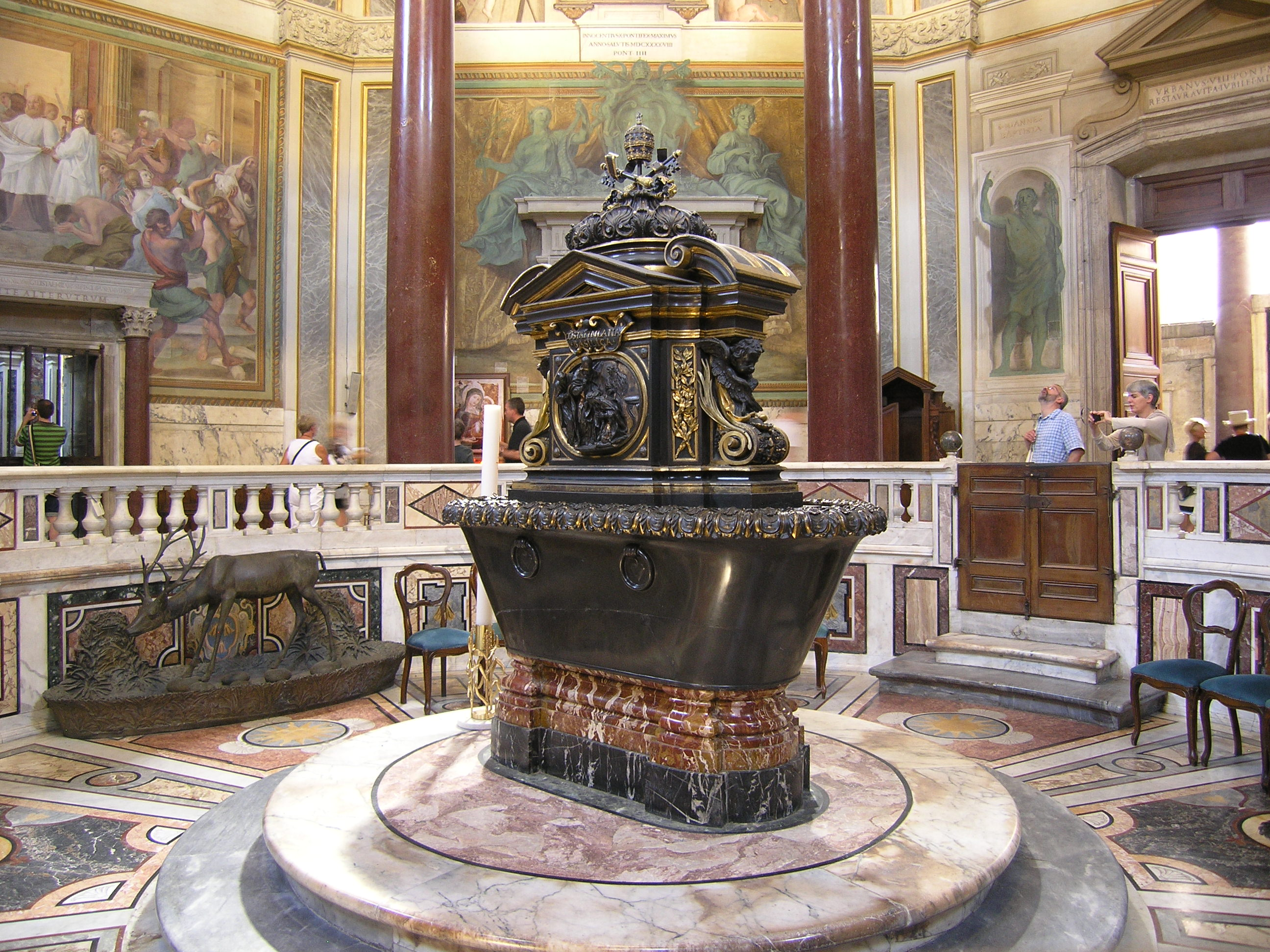
Vasque baptismale en basalte du baptistère du Latran.

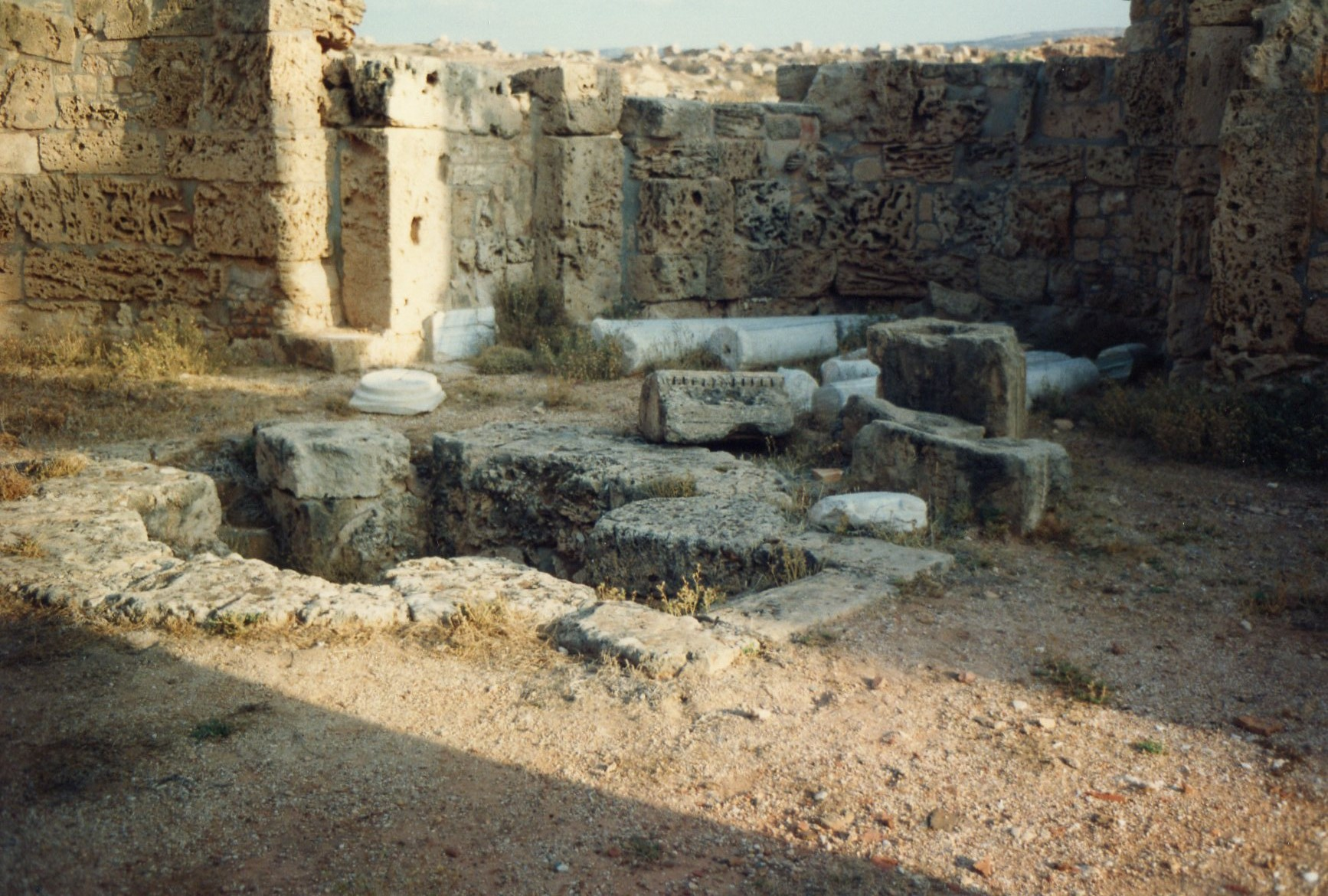
Apollonie de Cyrène, basilique orientale du Ve siècle : salle avec cuve baptismale.

Aux premiers temps du christianisme, l'évangélisation des populations se fait par conversion massive. Les baptistères sont ainsi construits à une époque où l’Église baptise un grand nombre de catéchumènes adultes, et où le baptême par immersion totale ou partielle (il y a débat entre les historiens sur ce domaine car la hauteur de la piscine ne dépassait pas un mètre, ce qui supposerait que l'évêque plonge la tête du catéchumène dans l'eau) est la règle. Avant que Constantin et son édit en 313 ne donnent un statut officiel au christianisme, ce baptême par immersion a lieu dans des rivières, mers ou fontaines (témoins parfois d'un syncrétisme religieux avec des sources d'eau païennes sacrées), voire dans des salles de bains de riches particuliers. Aussi trouve-t-on peu de traces de baptistères avant cet édit, le plus ancien étant celui de Doura Europos qui date du milieu du IIIe siècle : cette salle servant au baptême possède une cuve (alimentée probablement par des jarres) sous un ciborium et plusieurs fresques. La fresque de l'arcosolium s'organise en deux registres (Christ en « Bon Pasteur » dans le registre supérieur, deux hommes nus représentant le « péché originel » dans le registre inférieur). Les fresques latérales représentent des scènes qu’on interprète à partir de la signification du sacrement : La Guérison du paralytique, Le Christ et Pierre marchant sur l'eau.
Du IVe siècle jusqu’au début du VIe siècle, les fonts baptismaux sont disposés sous le porche de l’église, ou dans l’église elle-même, ils peuvent aussi être dans des bâtiments indépendants, tels les baptistères qui constituent au sein des groupes épiscopaux des monuments précieux et originaux.
Au VIe siècle, Rome en compte vingt-cinq, dont celui du Latran. Les cent cinquante diocèses de Gaule ont probablement chacun leur baptistère, invariablement consacré à saint Jean-Baptiste, près de leur cathédrale, sans compter ceux édifiés par la suite près de petites églises, de tombes ou de monastères. À partir du VIe siècle, le privilège épiscopal de l'administration du baptême est étendu progressivement à toutes les églises paroissiales à la suite de dispositions prises (concile d'Auxerre en 577 et concile de Meaux en 845).
Les baptistères sont fréquemment de grande taille, si grands que certains conciles ou synodes se sont tenus dans un baptistère. Cette grande taille était due à plusieurs causes :
- avant le VIe siècle, seul l’évêque avait autorité pour baptiser les catéchumènes de son diocèse[7] (raison pour laquelle les baptistères sont habituellement rattachés à une cathédrale et non à une église paroissiale) ;
- l'administration de baptêmes collectifs impliquait la construction d'édifices monumentaux[8] ;
- la rituel du baptême ne pouvait se tenir que trois fois par an (principalement Pâques — uniquement lors de cette fête à l'origine —, mais aussi Pentecôte et Épiphanie)[5].

Quand il ne servait pas, les portes du baptistère étaient scellées du sceau de l’évêque, afin de contrôler l’orthodoxie de tous les baptêmes du diocèse, comme le rappellent différents conciles qui répètent l'interdiction d'y pénétrer, la cérémonie baptismale devant rester un rite initiatique secret et collectif.
Quelques baptistères ont deux bassins, ou certaines églises ont deux baptistères (cathédrale Saint-Pierre de Genève, d'Aoste, de Nantes), peut-être un pour chaque sexe ou comme à Ravenne, un pour les orthodoxes, un pour les Ariens. Une cheminée est souvent présente pour réchauffer les néophytes après l’immersion.
« La plupart des piscines sont dépourvues d’un escalier, ce qui suppose qu’on usait d’escabeaux pour y accéder lors de la cérémonie baptismale, et toutes ne disposent pas d’une adduction d’eau, même si l’usage antique était d’administrer le baptême en eau vive. Mais celles qui en sont pourvues, comme à Cologne, Poitiers, Aix-en-Provence ou Trèves, présentent souvent des restes ou des traces de tuyaux acheminant l’eau sous pression, ce qui la conduisait à bouillonner dans la piscine, comme à Lyon, Genève ou Nevers, voire à circuler dans une colonne creuse installée au centre du bassin, puis à retomber en pluie sur le catéchumène, comme à Nantes ou Grenoble ».
Bien que le concile d'Auxerre (578) interdise qu’on enterre dans les baptistères, ils sont souvent utilisés comme tombe. Ainsi, l’antipape florentin Jean XXIII est enseveli dans le baptistère de Florence, tout comme de nombreux archevêques de Cantorbéry.
À la fin du VIIIe siècle, Pierre Chaunu explique le déclin du baptême par immersion par la diffusion du « pédobaptisme (le baptême des enfants) dans les pays au climat rude, car on ne peut plonger un nouveau-né dans de l’eau froide ». En 789, l'empereur Charlemagne entérine une adaptation du baptême catholique, désormais délivré dès l'enfance, par un capitulaire qui ordonne une simple aspersion des enfants dès la première année par des prêtres dans les paroisses et non plus seulement par des évêques. Cette ordonnance ne s'impose que progressivement et le baptistère tombe progressivement en désuétude. L'archéologie montre alors une  réduction de la taille et de la profondeur des piscines, et une disparition de leur adduction en eau. Le baptistère est réemployé pour des offices liturgiques, faisant office de chapelle, d'oratoire par l'installation d'autels puis est remplacé progressivement par de simples fonts baptismaux dans l'église.
Après le IXe siècle, peu de baptistères sont construits, certains restent utilisés, leur piscine baptismale étant couverte et surmontée d'une cuve mobilière. Alors que le baptême par affusion devient la règle générale au Xe siècle, l'utilisation du baptistère est abandonnée au cours du XIIe siècle à l'exception du sud de la Loire de la France et de l'Italie comme l'attestent le baptistère de Pise ou le baptistère Saint-Jean, basilica minor italienne.
Le baptême par immersion, recommandé par la liturgie catholique moderne, connaît actuellement un renouveau. On remet en eau des piscines baptismales, on construit des cuves baptismales plus grandes ou des baptistères pour le baptême des adultes en Russie, en Italie ou en Allemagne lors des programmes architecturaux des nouvelles églises. Le Ve Colloque liturgique international portant sur ce thème au monastère de Bose en 2007 confirme ce renouveau.

## Catholicisme
Dans le catholicisme, il s'agit d'un édifice ou d'une chapelle où se trouvent les fonts baptismaux pour
le baptême par immersion.
Le baptême est un rite de passage, ce qui explique que le baptistère soit presque toujours une salle indépendante, souvent même un monument distinct, de plan centré, qui peut comporter des annexes spécialisées. L’ampleur prise par la cérémonie sacramentelle et la splendeur du bâtiment reflètent l’importance du sacrement pour les chrétiens de la fin du Moyen Âge et de la Renaissance.

## Christianisme évangélique

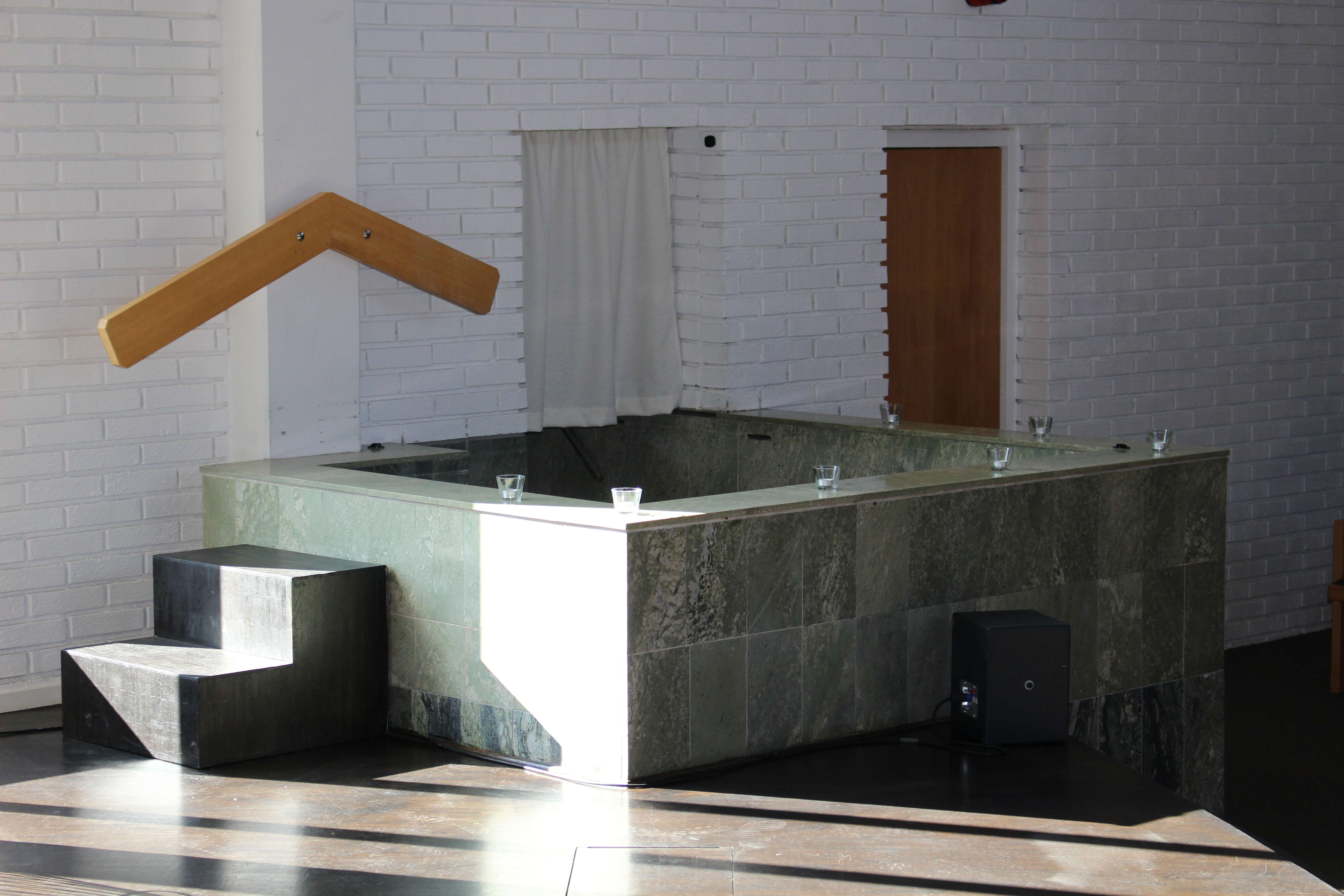
Baptistère dans l’église pentecôtiste de Västerås, en 2018, en Suède.

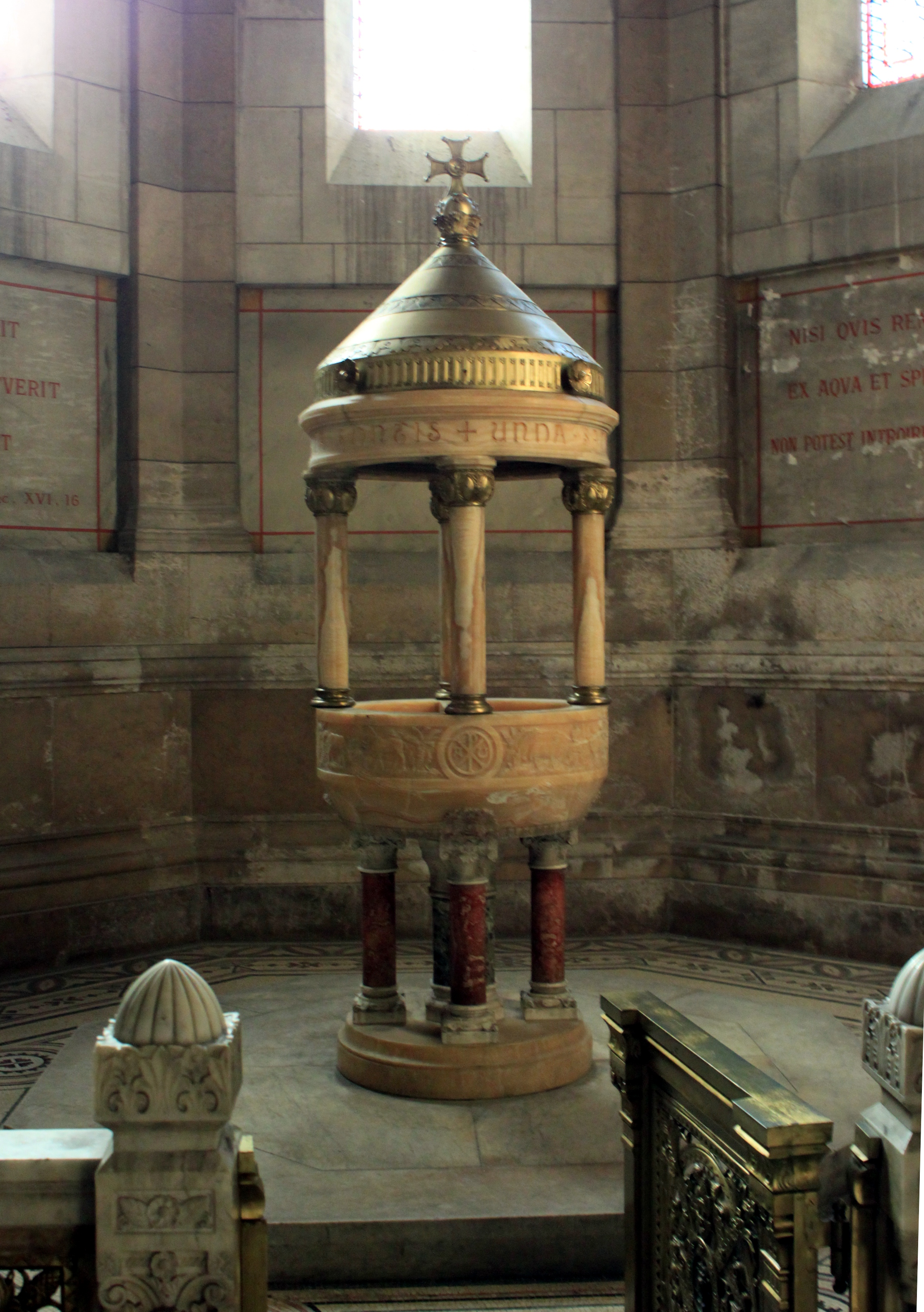
Cuve baptismale de la cathédrale Sainte-Marie-Majeure, avec margelle et ciborium.

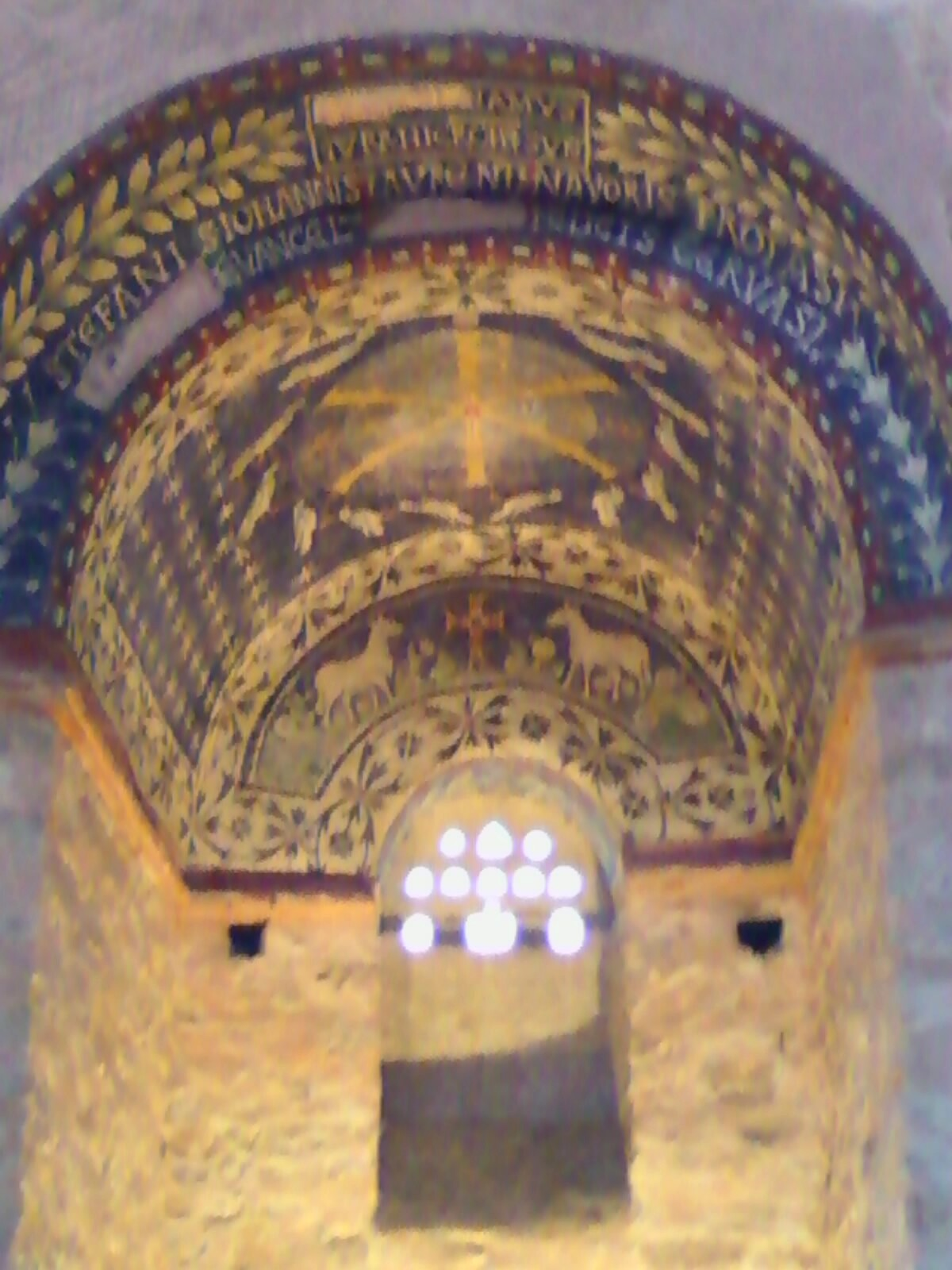
Mosaïque d’abside du Ve siècle du baptistère paléo-chrétien d'Albenga.

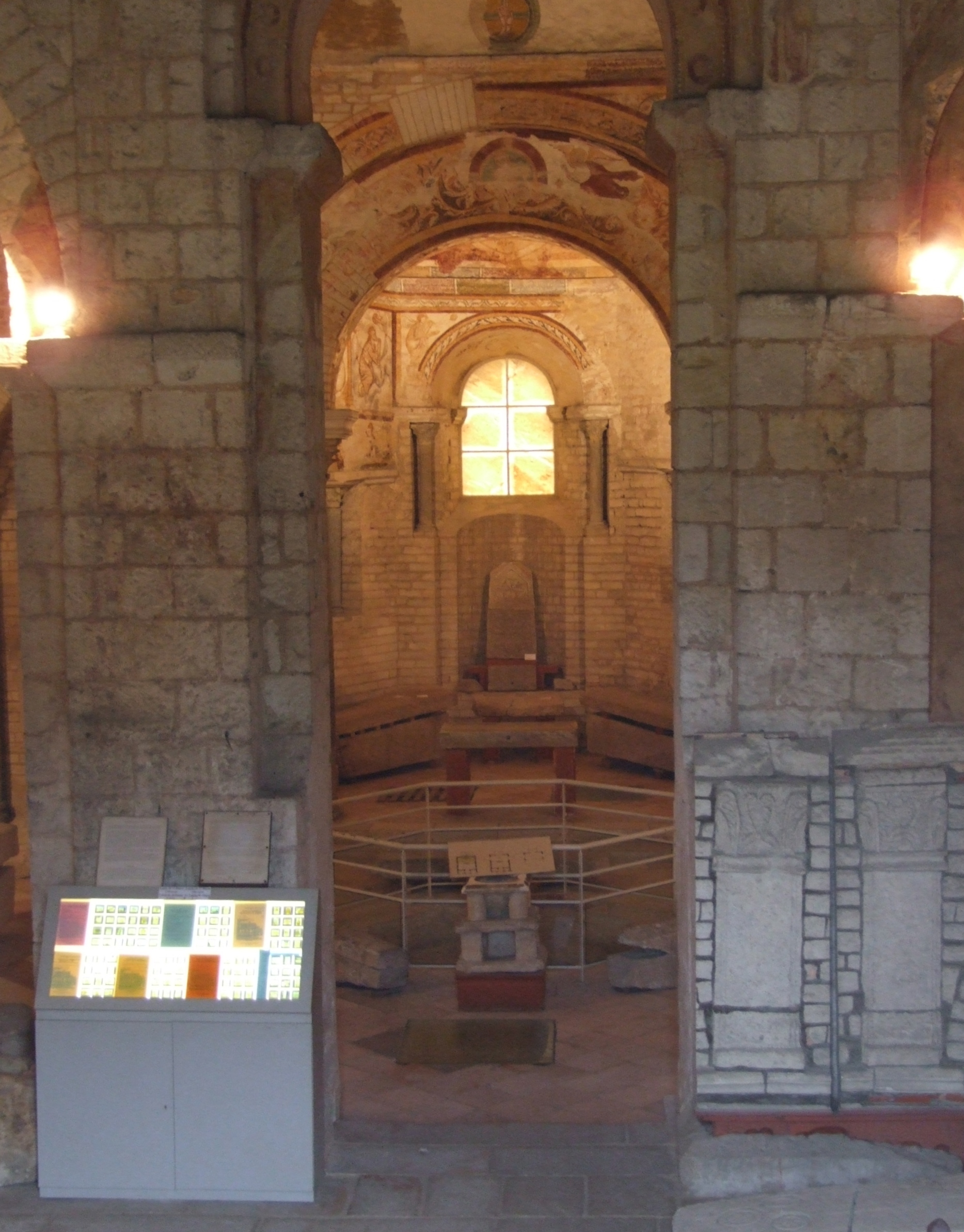
Cuve baptismale dans le baptistère Saint-Jean de Poitiers.

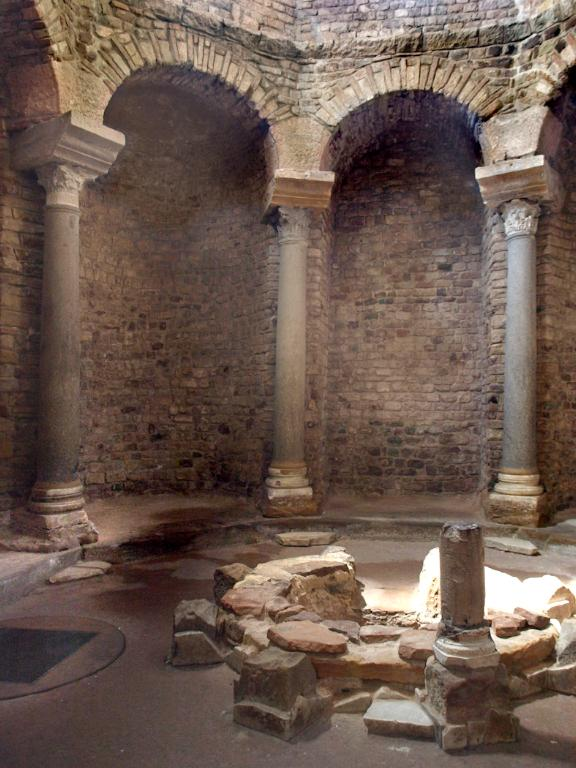
Piscine baptismale du baptistère de la cathédrale Saint-Léonce de Fréjus.

Dans le christianisme évangélique, un baptistère correspond à une piscine d’eau sur la scène de l’auditorium (aussi appelé « sanctuaire ») ou dans une salle distincte, pour le baptême par immersion,.

## Architecture
La forme du baptistère a originellement évolué à partir de petites constructions romaines circulaires utilisées à des fins religieuses (par exemple le temple de Vénus à Baalbek au Liban et le mausolée de Dioclétien dans son palais à Split en Croatie à la fin du IIIe siècle) ou à des fins de soins (thermes), ces bâtiments païens recevant une Interpretatio christiana (en). N'ayant pas de cahier des charges fixant leur architecture, ils prennent des formes variées (carrée, rectangulaire, circulaire, cruciforme, hexagonale, octogonale, avec ou sans abside, avec ou sans déambulatoire) mais restent toujours au contact ou très proches (quelques dizaines de mètres tout au plus) d'une église ou d'une cathédrale et après l'édit de Milan de Constantin en 313, ils deviennent plus importants et ont une architecture plus élaborée, tel le premier baptistère de Marseille au Ve siècle, le plus grand des baptistères de Gaule avec une surface au sol de plus de 600 m2. Ils peuvent comporter des annexes spécialisées : catechumeneum, salle où le catéchumène reçoit sa formation ; vestiarium où il se déshabille avant l'immersion (le baptisé devant être nu, sans bijou, les cheveux défaits) ; consignatorium où l’évêque administre l'onction ; chapelle avec un autel conservant la réserve eucharistique pour le néophyte.
Le baptême étant réalisé à cette époque uniquement lors de trois fêtes chrétiennes (Pâques, Pentecôte et Épiphanie), les édifices romains doivent être agrandis pour accueillir le nombre croissant de convertis, restant cependant toujours de plan centré.
Le plan octogonal du baptistère du Latran, première construction expressément dédiée à cette fonction, devient alors assez largement suivi, avec des variantes (plan à douze côtés ou rond, comme à Pise). Il figure les sept jours de la semaine (et de la Création du monde) plus le jour de la Résurrection et de la Vie éternelle (arithmologie mystique de la Résurrection dont le baptême est le symbole anticipé). Le nombre huit symbolise également le passage d'un degré de réalité à un autre. Le plan dodécagonal symbolise lui les douze Apôtres, le plan circulaire la perfection et la Sainte-Trinité. Dans un baptistère ou un narthex contenant les fonts baptismaux, les catéchumènes reçoivent l’instruction chrétienne et font leur profession de foi avant le baptême.
L'eau avait différentes origines : eau vive, eau de citerne, eau bouillonnante ou en pluie (orifice au centre de la cuve faisant jaillir l'eau, eau coulant d'en haut d'un bec de colombe, d'une gueule de lion ou de biche).
L’espace intérieur est organisé autour des fonts baptismaux, dans lequel le baptême se fait selon un nombre d’immersions qui varie de un à trois au cours des siècles : simple (symbole de la Résurrection du Christ et de l’unité de la nature divine) selon la préconisation de Grégoire le Grand, triple (symbole de la sainte Trinité) selon Tertullien. Trois marches ou plus ordinairement sept, descendent au fond du bassin qui est en pierre le plus souvent (prescription du pape Léon IV, pierre doublée intérieurement de plaques de marbre, de feuilles de plomb ou de cuivre si son étanchéité n'est pas garantie) bien que tardivement, certains ont été en métal. Au-dessus est suspendue une colombe représentant le Saint-Esprit, en or ou en argent. À sa sortie de l'eau, le nouveau baptisé reçoit l'onction de l'« huile des catéchumènes » sur le torse et les épaules, reçoit quelques grains de sel sur la langue et un signe de croix sur le cœur et le front comme le prescrit Bède le Vénérable au VIIIe siècle.
Les fresques ou les mosaïques murales représentent fréquemment des scènes de la vie de saint Jean-Baptiste et participaient au symbolisme du rite initiatique. Ainsi, le néophyte devait, en sortant de la piscine du baptistère d'Albenga, être émerveillé par cette voûte avec la nuit céleste de Pâques et le chrisme diffracté trois fois.
Les fonts baptismaux étaient fréquemment alimentés par une source naturelle (comme au baptistère du Latran), ou dans d’autres lieux où la christianisation d’une source païenne présentait un intérêt naturel. Ainsi également, Grégoire de Tours ou l’évêque de Turin Maximus (mort vers 466) ont converti de telles sources miraculeuses en baptistères.

## Quelques baptistères célèbres
- En France
  - Baptistère d'Aix-en-Provence
  - Baptistère de Fréjus
  - Baptistère Saint-Jean de Poitiers, réputé être le plus ancien monument chrétien d'Occident[32]
  - Baptistère Saint-Jean du Puy-en-Velay, un rare baptistère paléochrétien encore en élévation.
  - Baptistère de Riez (Alpes-de-Haute-Provence)
  - Baptistère de Venasque (Vaucluse)
  - Baptistère de Portbail (Manche), l'un des seuls exemplaires de baptistère paléochétien retrouvé au nord de la Loire et le seul hexagonal[33]
  - Baptistère de Grenoble
- En Italie
  - Baptistère des Orthodoxes à Ravenne
  - Baptistère des Ariens à Ravenne
  - Baptistère Saint-Jean de Florence
  - Baptistère San Giovanni de Sienne, sous le chœur du Duomo
  - Baptistère de Parme
  - Baptistère de Pise
  - Baptistère de Santa Maria Assunta à Torcello (ruines)
  - Baptistère du Latran à Rome
- En Palestine
  - Baptistère byzantin à Emmaüs Nicopolis

## Galerie

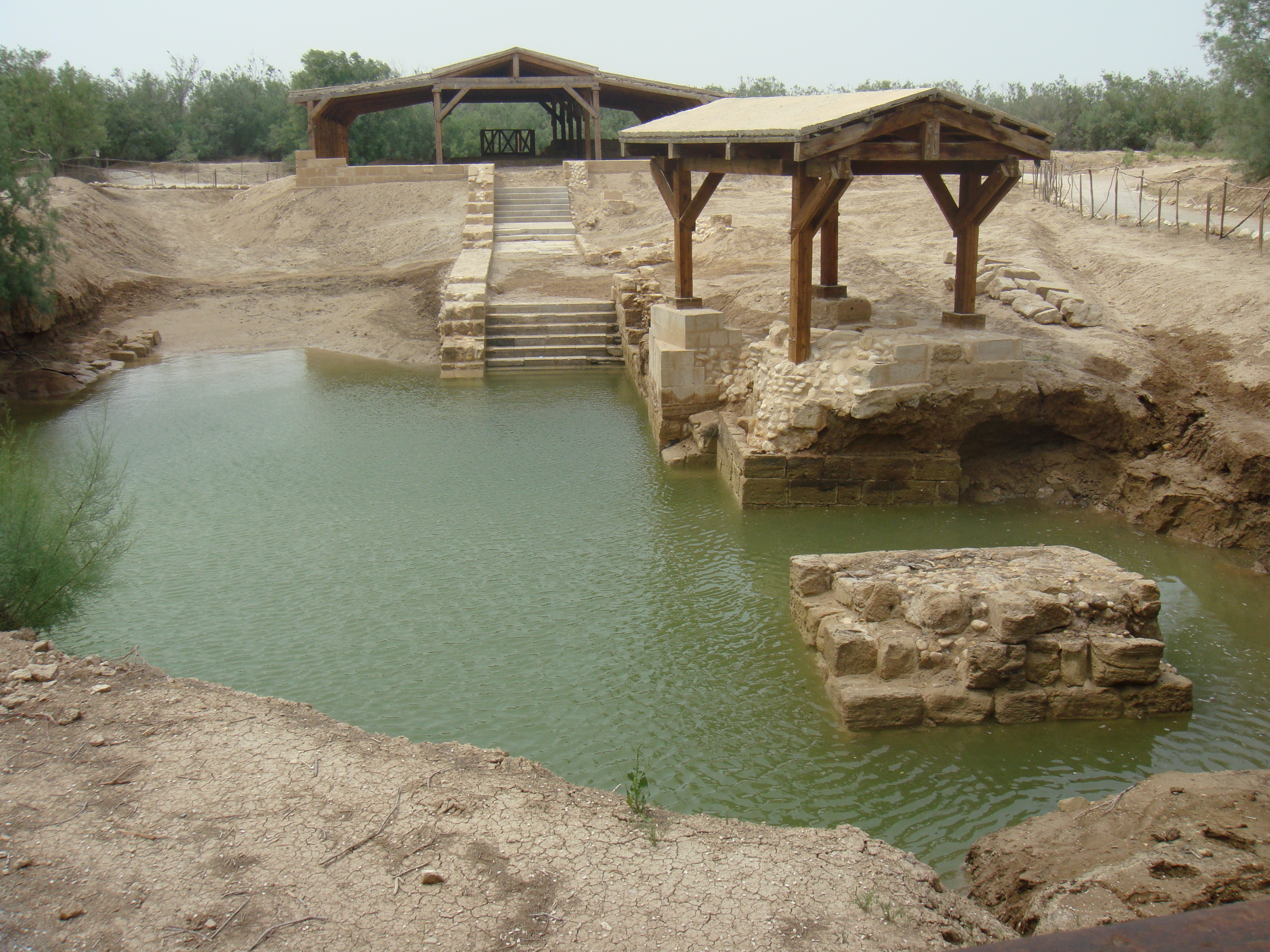
Site du baptême de Jésus dans le Jourdain, selon la tradition.
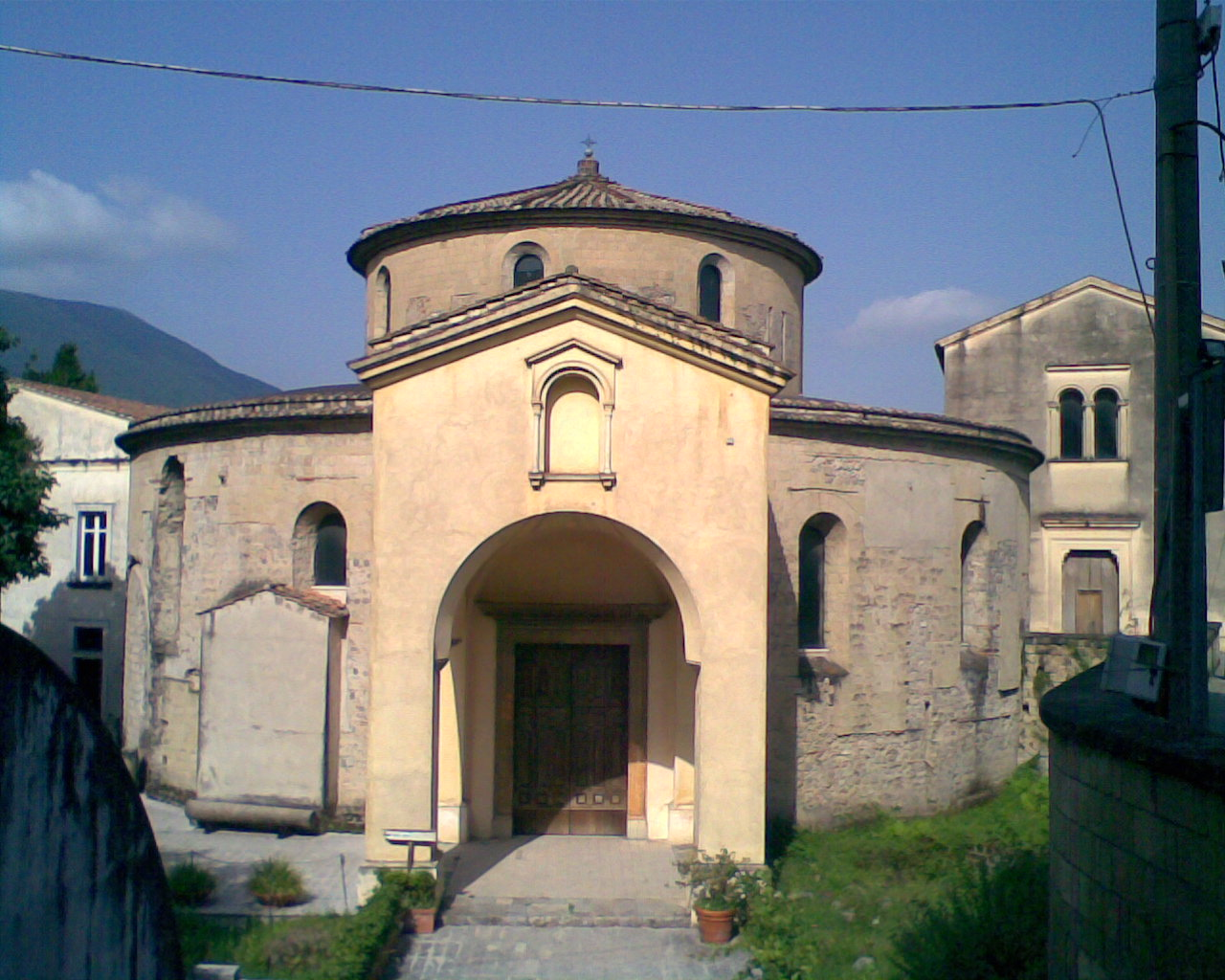
Baptistère paléochrétien de Santa Maria Maggiore (it), Nocera Superiore, Italie.
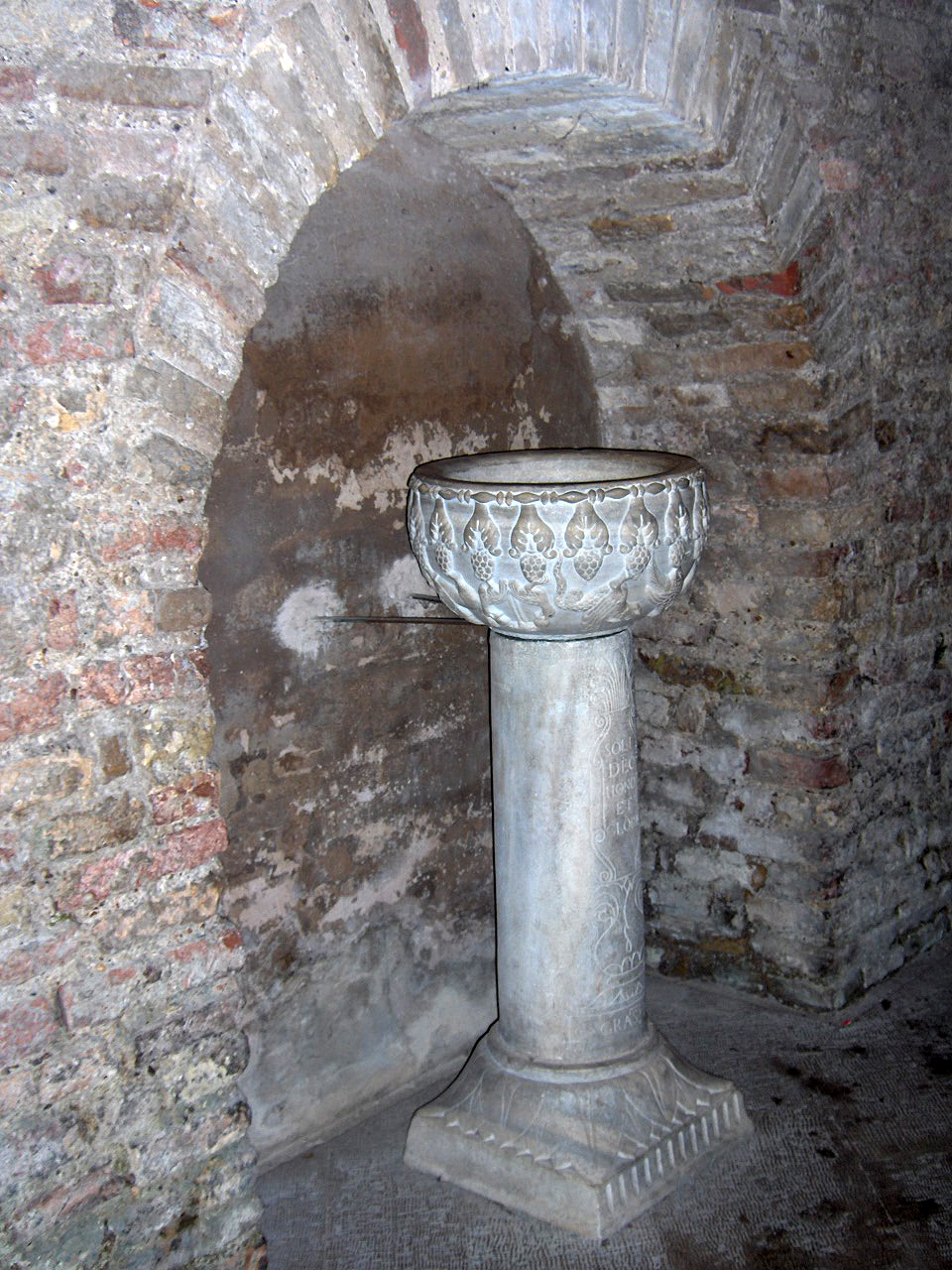
Cuve baptismale dans le baptistère des Ariens.
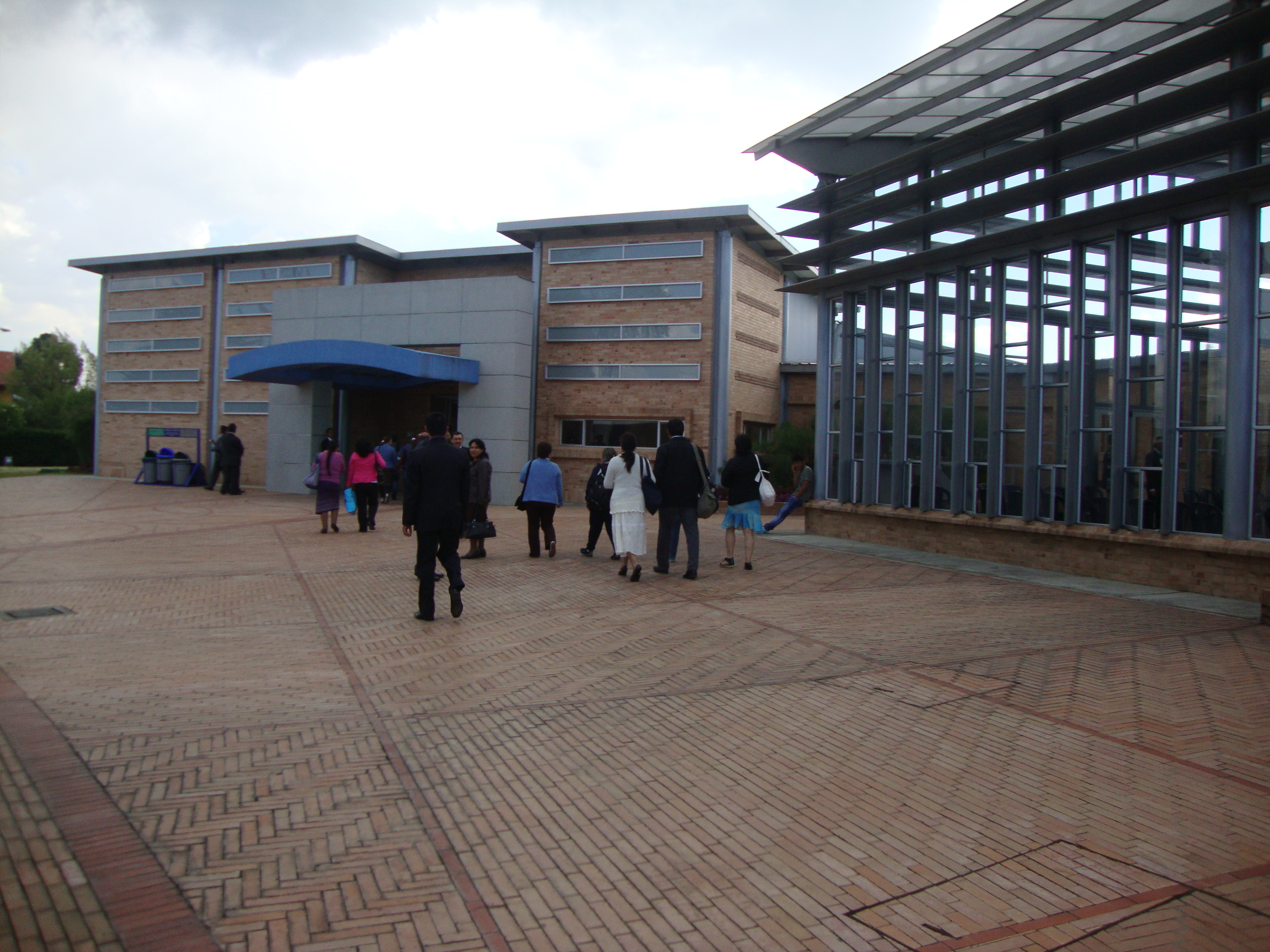
Baptistère moderne de Cota (Colombie), de la IDMJI.